# Sandviksgrund
Sandviksgrund är en ö i Finland.   Den ligger i landskapet Österbotten, i den sydvästra delen av landet, 400 km nordväst om huvudstaden Helsingfors.